# Сниткин, Сергей Владимирович
Сергей Владимирович Сниткин (27 марта 1970, Омск — 10 сентября 1999, Дагестан) — боец ярославского ОМОНа, прапорщик милиции, Герой Российской Федерации.

## Биография
Окончил среднюю (вечернюю) школу в городе Рыбинске Ярославской области. Одновременно работал фрезеровщиком на заводе приборостроения. Отсюда ушёл служить в армию.
В 1991 году стал милиционером отдельного батальона патрульно-постовой службы милиции при УВД Ярославской области. Затем — бойцом ярославского ОМОНа. Принимал участие в локализации национального конфликта в Ингушетии и Северной Осетии. Дважды выезжал в Чеченскую республику.
Осенью 1999 года в составе группы ярославского ОМОНа находился в служебной командировке в Дагестане. Участвовал в освобождении от чеченских бандитов и наёмников селений Чабанмахи и Карамахи. Погиб 10 сентября 1999 года.
За мужество и героизм, проявленные при ликвидации незаконных вооружённых формирований в Северо-Кавказском регионе, Указом Президента РФ от 30 декабря 1999 года № 1745 С. В. Сниткину посмертно присвоено звание Героя Российской Федерации.
Похоронен в городе Ярославле на Воинском мемориальном кладбище вместе со своими сослуживцами, Героями Российской Федерации А. А. Селезнёвым и И. Е. Серовым.
Его имя занесено в Книгу памяти УВД Ярославской области, а также в сводную Книгу памяти МВД России «Герои Отечества».